# Lijst van bijgeloven
Dit is een lijst van bijgeloven. Een bijgeloof (ook wel volksgeloof) is het geloof dat er iets veroorzaakt kan worden door bovennatuurlijke krachten of machten. Door bepaalde handelingen uit te voeren zou men deze krachten kunnen neutraliseren, oproepen of bijsturen. Meestal heeft het betrekking op het verwerven van geluk en het afweren van ongeluk.

### A
- Aderen die door de huid heen schijnen, zouden veel over iemand te vertellen hebben. Loopt er een ader duidelijk zichtbaar over het voorhoofd omlaag tot op de neus, dan is dat een teken dat de persoon in kwestie vroeg zal sterven. Een duidelijk zichtbare ader op de rug van de neus betekent dat de persoon in kwestie nooit zal trouwen.
- Als je bij het afwassen iets breekt, zou de kans groot zijn dat je nog twee dingen breekt. Breek daarom opzettelijk een oud stuk servies kapot, zodat het ongeluk het dure servies niet treft.

### B
- De duivel zou zich bij voorkeur onder het bed verstoppen.
- Bezems werden beschouwd als werktuig van de heks met magische werking. Zette men een bezem met de steel naar beneden tegen een deur, versperde dat heksen de toegang. Door met een bezem de tafel en bank af te vegen zou men besmettelijke ziekten in huis brengen.

### C
- Alles en iedereen die in een cirkel staat zou worden beschermd en alle slechte invloeden worden afgeweerd.

### D
- Dwaallichtjes die men aantreft in drassige gebieden, werden als een goed teken beschouwd, mits ze links van de toeschouwer oplichtten. Dwaallichtjes zouden de zielen van de overledenen zijn.
- Doe nooit de voordeur open als de achterdeur ook open staat. Zo komen kwade geesten het huis binnen.
- Ga nooit voor de deur slapen, anders gaan de geesten over jou lopen.

### E
- Mannen verwachtten door het eten van eieren hun potentie te kunnen vergroten. Bij vrouwen zouden de eieren van haanloze hennen de hardnekkigste onvruchtbaarheid kunnen verhelpen.
- Met een eikeltje op zak blijft men er altijd jong uitzien.

### F
- Men beweerde dat fluiten wind en storm aantrekt. Wie fluit voor het slapengaan, roept de duivel aan. 's Nachts fluiten zou altijd ongeluk brengen. Meisjes mochten niet fluiten, anders lachte de duivel. Als men in een theater fluit, moet men het vertrek verlaten en driemaal om de eigen as draaien.

### G
- Als een jongen en een meisje tegelijkertijd gapen, zijn zij verliefd op elkaar.
- Op binnengekomen geld (vooral op het eerst verdiende geld van de dag of de week) moest men spugen, zodat het zich zou kunnen vermeerderen. Als men zijn geld te vaak telde, zou het daarentegen juist steeds minder worden. Wie dagelijks geld telde, voorspelde men een vroegtijdige haaruitval.
- Iemand gezondheid wensen als hij niest. Vroeger geloofde men dat de ziel even het lichaam verliet als men niesde. Een snelle zegenwens zou demonen ervan weerhouden de ziel te vangen. Als men niesde moest je snel je hand voor de mond doen, anders kon de duivel binnenglippen.

### H
- Als twee vrienden hun handen drogen aan dezelfde handdoek, krijgen ze ruzie.
- Heksenzalf zouden heksen onder hun armen smeren om te kunnen vliegen en zich in dieren te kunnen veranderen. De sappen van giftige nachtschadeachtigen (zoals wolfskers, bilzekruid en doornappel) waren bestanddelen van de zalf en veroorzaakten vermoedelijk soortgelijke hallucinaties.

### I
- Mensen bij wie het hoofdhaar van voren straalvormig uitgroeide zouden intelligent zijn, evenals diegene met twee kruinen. Een kind dat voor zijn doop moest niezen, zou intelligent worden.
- Glanzend ijzer weert onheil af, maar geroest ijzer helpt niet.

### J
- Jeuk aan de rechterenkel voorspelt inkomsten.

### K

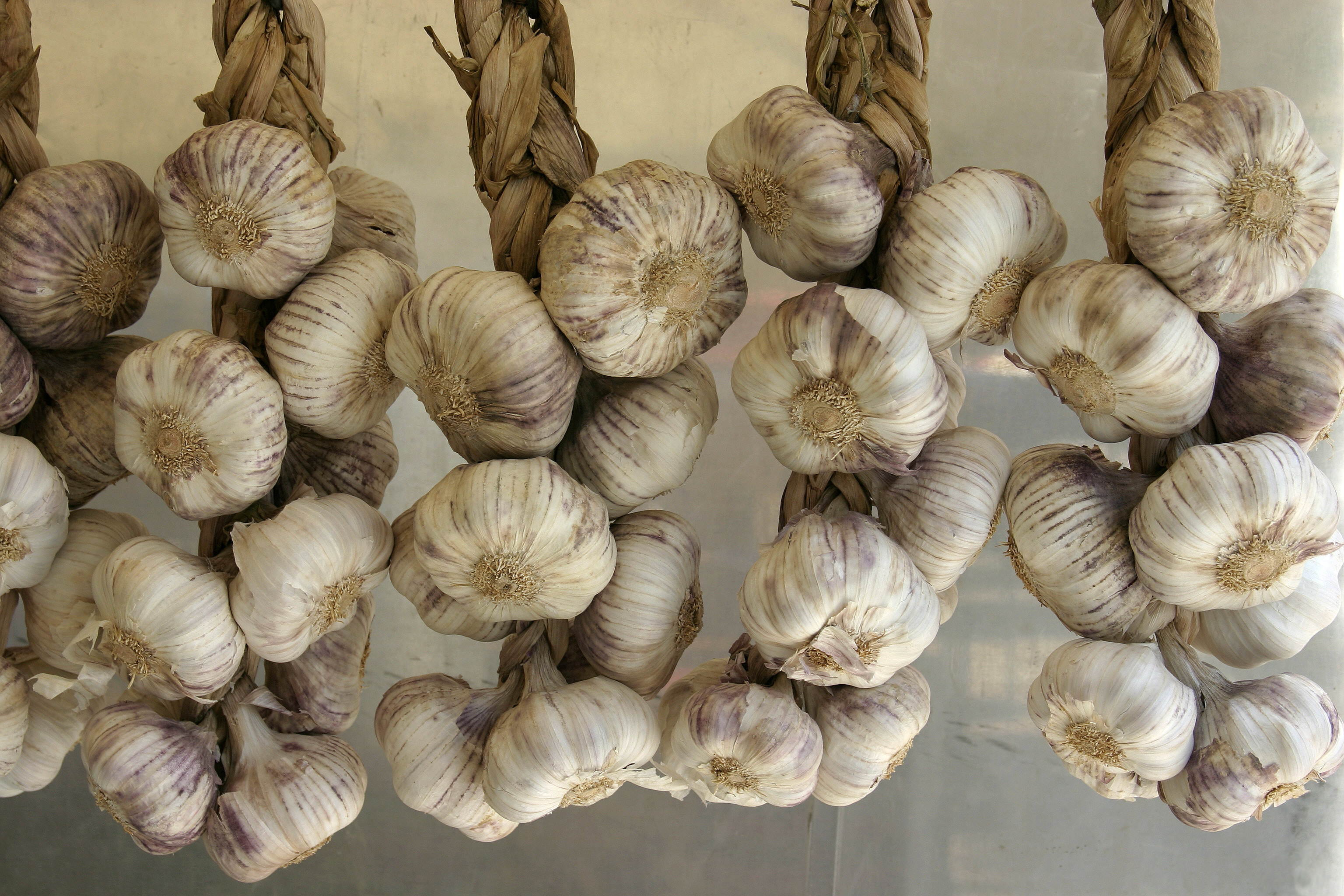
Knoflook

- Een zwarte kat zou ongeluk brengen.
- Mensen met een spitse kin stonden bekend om hun slechtheid. Een ronde kin met een kuiltje in het midden duidt volgens Aziatische zegswijze op een gemoedelijk en hartstochtelijk mens.
- Knoflook boven deuren en ramen houdt vampiers buiten.
- Het krijgen van een koude rilling schrijft men zelfs nu nog toe aan het feit dat er iemand over het graf loopt waarin je op het einde van jouw vorige leven was begraven.
- In Indonesië gaat het geloof dat iemand spoedig sterft als men een kris in zijn voetsporen steekt.
- Een klavertjevier zou een geluksbrenger zijn.

### L
- Als er uit iemands kleren tijdens het wassen opvallend veel blazen opstegen, beweerde men dat hij of zij een leugenaar was.
- Met het linkerbeen uit bed stappen voorspelt weinig goeds. De linkerkant van het lichaam werd vroeger gezien als de onreine, sinistere (sinister is Latijn voor "links" en later ook "ongelukkig") en duivelse kant van het lichaam. De duivel zat vóór zijn verbanning aan de linkerzijde van God.
- Mensen die loensen zouden een boos oog hebben. Loensende mensen (met een binnen of buitenwaarts gekeerd oog) hebben net zoals andere personen met opvallende uiterlijke kenmerken in vroegere tijden veel problemen gehad. Men zegt ook dat ze over een tweede gezicht en paranormale vaardigheden beschikken.
- Wie een lieveheersbeestje doodmaakt, staat groot ongeluk te wachten.

### M

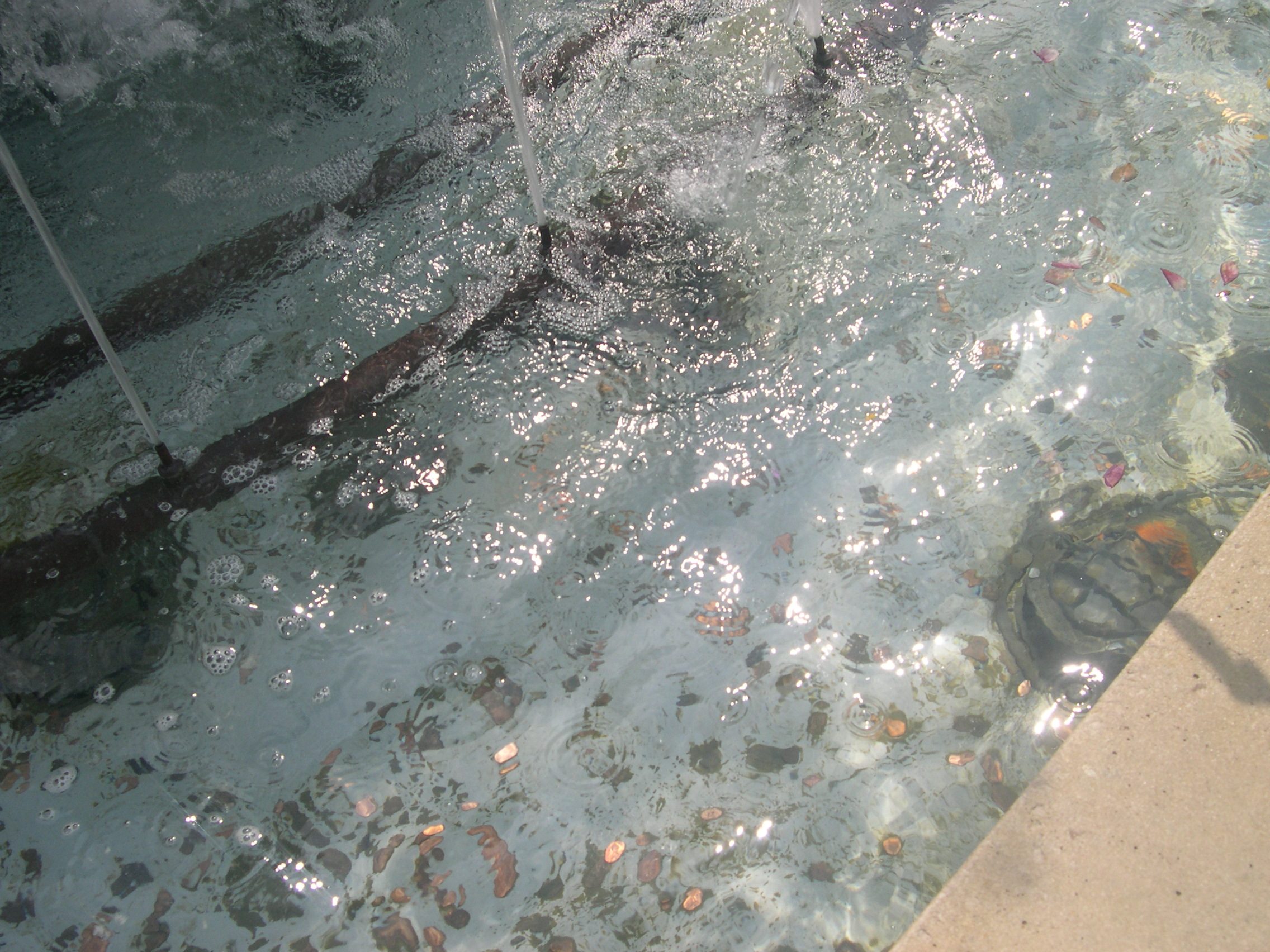
Munten in het water

- Als iemand je een mes geeft, moet je hem een muntje teruggeven, anders worden de vriendschapsbanden doorgesneden. Vissers zullen het woord “mes” nooit uitspreken op zee, maar een mes dat in de mast geworpen is brengt geluk. Wie twee messen gekruist over elkaar ziet liggen moet ze onmiddellijk recht naast elkaar leggen. Als daarbij een van de messen op de grond valt is er een mannelijke gast op komst.
- Kinderen met een magere moeder zouden voornamelijk lijken op hun vader, terwijl kinderen van dikkere vrouwen meer op hun moeder zouden lijken.
- Wie veel mosterd eet zou kunnen gaan liegen.
- Munten uit het jaar van je geboorte zouden geluk brengen.

### N
- Een wond welke door een naaldenprik veroorzaakt was, zou snel genezen als men de naald meteen in de was stak.
- Nachtmerries kunnen worden voorkomen door je sokken met een speld erdoor op het voeteneinde van het bed te leggen. Om geen last te krijgen van de nachtmare (of nachtmerrie) kon je ook de klompen kruislings voor elkaar zetten. Je kunt ook een gebruikt broodmes gebruiken en deze door de manen van het paard halen. Ook werden gerstkorrels (een soort graan) rond het bed gestrooid. De merrie had het dan veel te druk met het tellen van die korrels en lette nergens anders meer op.

### O
- Onzichtbaarheid is een staat die men kan bereiken door het rechteroog van een vleermuis op zak te hebben volgens oude volksverhalen.
- Als een ooghaar uitviel, legde men hem op de rug van de hand en deed een wens. Als het haar zich makkelijk liet wegblazen, geloofde men dat de wens in vervulling zou gaan. Om van een lastige hik af te komen, moest men zich een ooghaar uittrekken.

### P
- 's Nachts mocht men geen pannen zonder deksel laten staan, omdat men anders niet zou kunnen slapen.
- Men mocht geen paraplu openen in huis, dat brengt ongeluk.

### R
- Als men met een mes door een drank roerde, zou dit buikpijn tot gevolg kunnen hebben. Ook met de linkerhand in een pan roeren bracht ongeluk.

### S
- Schoenen
  - Schoenen op tafel zetten brengt ongeluk. Ook schoenen hebben namelijk magische krachten. Schoenen op tafel zouden voor ruzie zorgen.
  - In de middeleeuwen stak men tijdens epidemieën schoenen in brand, niet zozeer om besmetting tegen te gaan, maar om geesten en demonen op afstand te houden.
  - Op kerstavond verbranden Grieken skakantzalos, vergelijkbaar met het joelblok, ze verbranden ook oude schoenen (de geur hiervan zou kallikantzaros weghouden) en hangen voedsel in de schoorsteen.
  - Een van de manieren om zich tegen een nachtmaar te beveiligen, is door schoenen omgekeerd voor het bed te zetten, zie ook Met de nachtmaar getrouwd.
- Een wens die tijdens het strikken van andermans schoenveters gedaan wordt, zal uitkomen.
- Wanneer twee mensen hun sigaret aansteken met dezelfde vlam, brengt dat ruzie tussen hen.
- Wanneer iemand per ongeluk een spiegel breekt zou dit zeven jaar lang ongeluk brengen.
- Staal zou tegen onheil beschermen.
- Als twee mensen naast elkaar op straat liepen, mochten ze niemand tussen hen door laten lopen, omdat deze anders hun geluk weg zou nemen.

### T
- Onder het eten op de tong bijten wil zeggen dat de betreffende persoon net gelogen heeft.
- Gebogen wenkbrauwen en een haakneus zouden wijzen op trots. Als een kind te vroeg en te vaak in de spiegel had gekeken, zou het trots worden.

### U
- Op maandag mocht men niets uitlenen, omdat men geloofde anders zijn zegen weg te geven.

### V

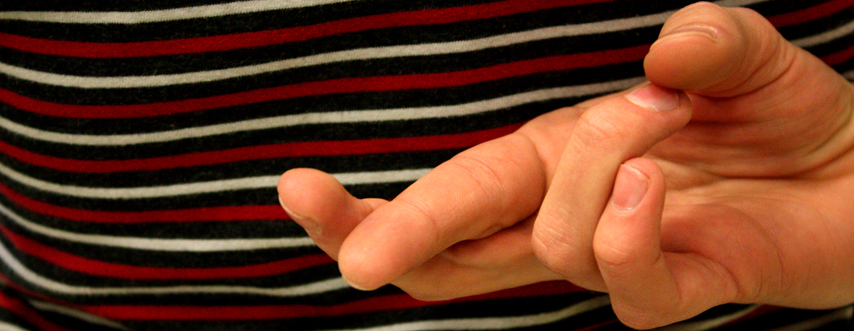
Vingers kruisen achter de rug

- Men geloofde het verstand van een kind op gang te kunnen brengen door het op de zesde verjaardag een eiergerecht te geven waarin men zijn navelstreng had verwerkt, of door hem op zijn eerste schooldag zijn navelstreng op de borst te leggen.
- Een gebruik dat nog steeds bekend is: als men een leugen vertelt, kruist men de vingers achter de rug om onheil af te wenden.
- Vloek van Tecumseh: Elke president van de Verenigde Staten die sinds 1840 verkozen werd in een jaar dat een veelvoud van twintig was (of eindigde op 0) zou binnen zijn ambtstermijn sterven.

### W
- Het heen en weer schommelen van een lege wieg zal deze binnen een jaar vullen met een baby.
- Wintervoeten geloofde men te kunnen genezen door de voeten te wassen in water waarin een varken was gekookt.
- Wensbomen; men brengt offers en doet wensen bij een boom.

### Z
- Als geliefden elkaar zeep gaven, zouden ze gauw uit elkaar gaan, zei men. Als iemand een stuk zeep liet vallen, was dat een teken dat er bezoek kwam.